# Conjecture de Fermat-Catalan
En théorie des nombres, la conjecture de Fermat–Catalan combine les idées du dernier théorème de Fermat et de la conjecture de Catalan, d'où son nom. La conjecture stipule que l'équation :
{\displaystyle a^{m}+b^{n}=c^{k}\quad \quad \quad \quad (1)}
a seulement un nombre fini de solutions (a,b,c,m,n,k) avec des triplets distincts de valeurs (am, bn, ck); ici a, b, c sont des entiers premiers entre eux strictement positifs et m, n, k sont des entiers strictement positifs satisfaisant
{\displaystyle {\frac {1}{m}}+{\frac {1}{n}}+{\frac {1}{k}}<1\quad \quad (2)}
Cette restriction sur les exposants a pour effet d'empêcher une infinité connue de solutions de (1), dans lesquelles deux des exposants sont égaux à 2 (telle que les triplets pythagoriciens).
En 2015, les dix solutions suivantes à (1) sont connues :
{\displaystyle 1^{m}+2^{3}=3^{2}\;}
{\displaystyle 2^{5}+7^{2}=3^{4}\;}
{\displaystyle 13^{2}+7^{3}=2^{9}\;}
{\displaystyle 2^{7}+17^{3}=71^{2}\;}
{\displaystyle 3^{5}+11^{4}=122^{2}\;}
{\displaystyle 33^{8}+1549034^{2}=15613^{3}\;}
{\displaystyle 1414^{3}+2213459^{2}=65^{7}\;}
{\displaystyle 9262^{3}+15312283^{2}=113^{7}\;}
{\displaystyle 17^{7}+76271^{3}=21063928^{2}\;}
{\displaystyle 43^{8}+96222^{3}=30042907^{2}\;}
La première (1m+23=32) est la seule solution où l'un de a, b ou c vaut 1, selon la conjecture de Catalan, prouvée en 2002 par Preda Mihăilescu. Alors que ce cas conduit à une infinité de solutions de (1) (puisque nous pouvons choisir n'importe quel m pour m >  6), ces solutions ne donnent qu'un seul triplet de valeurs (am, bn, ck).
On sait par le théorème de Darmon-Granville, qui utilise le théorème de Faltings, que pour tout choix d'entiers fixés positifs m, n et k satisfaisant (2), il n'existe qu'un nombre fini de triplets (a, b, c) solutions de (1),;:p. 64 mais la conjecture de Fermat-Catalan est une affirmation beaucoup plus forte, puisqu'elle permet une infinité d'ensembles d'exposants m, n et k.
La conjecture abc implique la conjecture de Fermat-Catalan.
La conjecture de Beal est vraie si et seulement si toutes les solutions de Fermat-Catalan utilisent une fois 2 comme exposant.